# Brutalism
Brutalism ist das erste Studioalbum der englischen Post-Punk-Band Idles. Das Album wurde am 10. März 2017 über Balley Records veröffentlicht.

## Entstehung
Die Band begann direkt nach der Fertigstellung der Oktober 2015 veröffentlichten EP Meat mit der Arbeit an ihrem Debütalbum. Ursprünglich wollten Idles die Meat-EP zusammen mit der bereits fertig geschriebenen EP Anguish zusammengefasst als ihr Debütalbum veröffentlichen. Kurzfristig legten die Musiker diese Pläne auf Eis und begannen von vorne. Sänger Joe Talbot bezeichnete Brutalism als den letzten Versuch, noch etwas mit der Band zu erreichen. Talbot fühlte sich damals verloren und überlegte, für wen er eigentlich schreiben würde.
Idles schrieben das für Brutalism verwendete Material in ihrem Proberaum in Bristol. Anschließend nahmen die Musiker die Lieder mit dem Produzenten Space innerhalb einer Woche in einem Londoner Tonstudio auf. Mit den fertigen Aufnahmen bewarb sich die Band bei verschiedenen Plattenlabels, erhielten aber eine Absage nach der anderen. Schließlich wurde Brutalism auf dem bandeigenen Label Balley Records veröffentlicht. Für die Lieder Divide & Conquer, Stendhal Syndrome und Mother wurden Musikvideos veröffentlicht.
Am 30. Oktober 2017 erschien im Onlineshop der Band eine auf 100 Exemplare limitierte Vinyl-Ausgabe des Albums, auf denen die Asche der verstorbenen Mutter des Sängers Joe Talbot eingepresst wurde. Jedes der 100 Exemplare kostete 100 Pfund.

## Hintergrund
Laut dem Sänger Joe Talbot drehte sich der gesamte Entstehungsprozess des Albums um den Tod seiner Mutter, die während der Aufnahmen verstarb. Talbot sagte, dass sie das Album wäre, weshalb ein Foto von ihr auf dem Albumcover zu sehen wäre. Darüber hinaus ist auf dem Album eine Skulptur zu sehen, die Joe Talbot zusammen mit seinem Vater entwarf.
Das Lied Mother schrieb Joe Talbot nach dem Tod seiner Mutter und reflektiert darin, wie ihre Rolle als Frau ihn und sein Aufwachsen als Mann sie beeinflusst hat. Seine Mutter war alkoholkrank und musste lange arbeiten, um die Familie zu ernähren. Teile des Textes entnahm Joe Talbot von der kanadischen Schriftstellerin Margaret Atwood. Der Titel 1049 Gotho wurde von einem Freund von Joe Talbot inspiriert, der an einer starken Depression leidet. Der Freund erklärte Talbot gegenüber, dass es sich bei der Depression um eine Sache handelt, der er sich stellen muss. Divide & Conquer kritisiert die Privatisierung des National Health Service, dem britischen Gesundheitssystem.
Exeter handelt von der gleichnamigen Stadt in England, in der sich Sänger Joe Talbot und der Bassist Adam Devonshire kennen lernten. Talbot bezeichnete die Stadt als langweilig und erklärte, dass er und seine Freunde ständig Ärger bekommen haben, weil sie gegen die Langweile viel Unsinn angestellt haben. Er ergänzte, dass es überall Orte wie Exeter geben würde. Das Lied White Privilege handelt von Joe Talbots erstem Jahr an der Universität. Er und seine Kommilitonen hätten vielfach Drogen zu sich genommen. Laut Talbot wäre das erste Jahr eine reine Zeit- und Geldverschwendung gewesen. Es würde in dem Lied nicht um Rassen gehen, sondern vielmehr um Privilegien an sich.

## Rezeption

### Charts
| ChartsChartplatzierungen     | Höchstplatzierung | Wochen |
| ---------------------------- | ----------------- | ------ |
| Vereinigtes Königreich (OCC) | 65 (1 Wo.)        | 1      |

### Rezensionen
Markus Hockenbrink vom deutschen Magazin Visions schrieb, dass Idles „den Hass zurück zur Kunstform führen“. Im „Schwiegermutterland der Popmusik“ würden das Album „wie Schmirgelpapier für die Ohren klingen, nur wesentlich witziger und kurzweiliger“. Hockenbrink vergab neun von zwölf Punkten. Jasmin Lütz vom Onlinemagazin laut.de schrieb, dass Idles „den Punk nicht neu erfinden, ihn aber voller Energie auf Platte und Bühne bringen“.

### Auszeichnungen für Musikverkäufe
| Land/Region                  | Auszeichnungen für Musikverkäufe (Land/Region, Auszeichnung, Verkäufe) | Verkäufe |
| ---------------------------- | ---------------------------------------------------------------------- | -------- |
| Vereinigtes Königreich (BPI) | Silber                                                                 | 60.000   |
| Insgesamt                    | 1× Silber ·                                                            | 60.000   |

### Bedeutung
Auch wenn das Album nicht die Musikcharts erreichte, bezeichnete das britische Magazin New Musical Express Brutalism rückblickend als das Streichholz, dass das Post-Punk-Revival im Vereinigten Königreich anzündete.

## Wiederveröffentlichung
Am 9. Dezember 2022 wurde das Album unter dem Titel 5 Years of Brutalism neu veröffentlicht. Die Neuauflage des Albums erschien mit einem alternativen, von Joe Talbot entworfenen Albumcover auf kirschrotem Vinyl. Die digitale Version der Wiederveröffentlichung enthält ein Livealbum, welches einen Mitschnitt von Idles Geheimkonzert auf der BBC Introducing Stage während des Glastonbury Festivals 2022 enthält. Während des Konzerts spielten Idles das komplette Album Brutalism in der Reihenfolge, wie die Lieder auf dem Album platziert waren. Lediglich die letzten beiden Lieder White Privilege und Slow Savage wurden in umgekehrter Reihenfolge gespielt.